# فرح الطيار
فرح داني الطيار (من مواليد 10 ديسمبر 2003) هي لاعبة كرة قدم لبنانية تلعب كجناح لفريق الكلية الأمريكية FIU Panthers [الإنجليزية] والمنتخب اللبناني.

## مهنة النادي
في 3 أغسطس 2021، انتقلت إلى فريق FIU Panthers [الإنجليزية]، فريق جامعة فلوريدا الدولية. ظهرت لأول مرة في 22 أغسطس، كبديلة في الدقيقة 19 أمام جاكسونفيل دولفينز؛ وخرجت بعد تسع دقائق.
في 18 أبريل 2022، انضمت إلى فريق آيوا رابتورز في الدوري الأميركي الممتاز للسيدات.

## مهنة دولية
ظهرت لأول مرة دوليًا مع لبنان في 8 أبريل 2021، حيث دخلت كبديلة في بطولة أرمينيا الدولية الودية 2021 ضد المضيف أرمينيا. وسجلت هدفها الأول بعد يومين، أمام ليتوانيا في نفس المسابقة.

## الإحصائيات

### دولية
| # | تاريخ         | مكان                         | الخصم    | نتيجة | الحصيلة | مسابقة                            |
| - | ------------- | ---------------------------- | -------- | ----- | ------- | --------------------------------- |
| 1 | 10 أبريل 2021 | ستاد بيونيك، يريفان، أرمينيا | ليتوانيا | 1-4   | 1-7     | بطولة أرمينيا الدولية الودية 2021 |

## الإنجازات
لبنان تحت 15 سنة
- بطولة اتحاد غرب آسيا تحت 15 سنة: المركز الثاني: 2018

لبنان تحت 18 سنة
- بطولة اتحاد غرب آسيا تحت 18 سنة: 2019[8]

## روابط خارجية
- الملف الشخصي في WPSL
- الملف الشخصي في FIU Panthers
- فرح الطيار على موقع أف آي لبنان (FA Lebanon)